# Sowinion Tajirowe
Sowinion Tajirowe (ukr. Футбольний клуб «Совіньйон» Таїрове, Futbolnyj Kłub „Sowińjon” Tajirowe) – ukraiński klub piłkarski z siedzibą w miejscowości Tajirowe, w pobliżu Odessy.

## Historia
Chronologia nazw:
- 195?—2010: Nywa Tajirowe (ukr. «Нива» Таїрове)
- 2011—...: Sowinion Tajirowe (ukr. «Совіньйон» Таїрове)

Drużyna piłkarska Nywa Tajirowe została założona w miejscowości Tajirowe w latach 50. XX wieku. Zespół występował w rozgrywkach o mistrzostwo i Puchar Odessy oraz rejonu owidiopolskiego. W 2010 zespół debiutował w rozgrywkach obwodu odeskiego. W następnym roku zmienił nazwę na Sowinion Tajirowe i zdobył mistrzostwo oraz superpuchar obwodu odeskiego, a w 2012 startował w rozgrywkach Amatorskiej ligi.

## Sukcesy
- Amatorska Liga:
  - brązowy medalista: 2012
- Mistrzostwo obwodu odeskiego:
  - mistrz: 2011
  - brązowy medalista: 2010
- Superpuchar obwodu odeskiego:
  - zdobywca : 2011